# Ungespundetes Bier

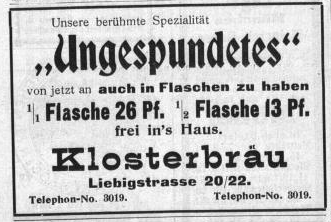
Werbung der Klosterbrauerei München AG in der Münchener Ratsch-Kathl, 1904

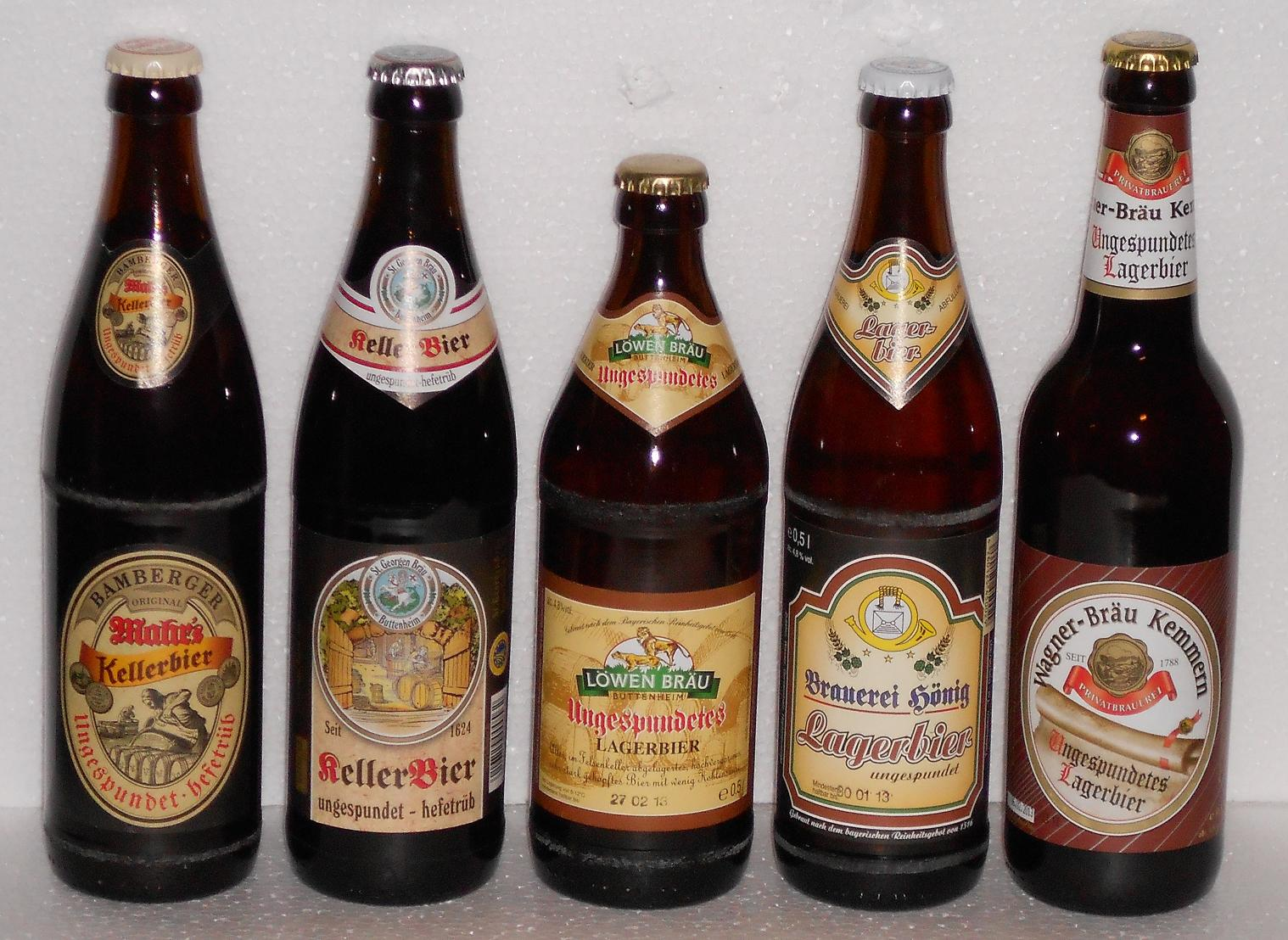
Ungespundetes Bier

Der Begriff ungespundetes Bier (auch ungespundetes Kellerbier) leitet sich vom sogenannten Spundloch eines Bierfasses ab. Dieses an der Oberseite des Fasses befindliche Loch dient bei Holzfässern während des Gärungsprozesses zum Druckausgleich. Im Fass entsteht durch die Gärung Kohlensäure und damit ein Überdruck, der das Fass bersten lassen würde.
Ungespundetes Bier, vorwiegend in Franken üblich, gärt ohne einen Holzzapfen als Verschluss dieses Loches und besitzt somit im Vergleich zu anderen Biersorten einen geringeren Kohlensäuregehalt.